# Microdon tigrinus
Microdon tigrinus är en tvåvingeart som beskrevs av Charles Howard Curran 1940. Microdon tigrinus ingår i släktet myrblomflugor, och familjen blomflugor. Inga underarter finns listade i Catalogue of Life.